# Ceroptera flava
Ceroptera flava är en tvåvingeart som beskrevs av Vanschuytbroeck 1959. Ceroptera flava ingår i släktet Ceroptera och familjen hoppflugor.
Artens utbredningsområde är Kongo. Inga underarter finns listade i Catalogue of Life.